# Joanna Schmid
Joanna Ewelina Schmid (ur. 1 lipca 1970 w Dzierżonowie) – polska prawnik, menedżer i urzędnik państwowy, w latach 2008–2010 podsekretarz stanu w Ministerstwie Skarbu Państwa.

## Życiorys
W 1994 ukończyła studia na Wydziale Prawa Uniwersytetu Śląskiego. Ukończyła również studia podyplomowe: w 1996 z działania banków komercyjnych na Akademii Ekonomicznej w Katowicach, w 2000 studia typu MBA w Szkole Głównej Handlowej, w 2003 tamże z zarządzania przedsiębiorstwem w warunkach integracji europejskiej i w 2004 z zakresu rachunkowości i podatków w Uniwersytecie Warszawskim. Ukończyła także seminaria i szkolenia z zakresu finansów i zarządzania. Otrzymała certyfikat księgowy oraz ukończyła kurs dla kandydatów dla członków rad nadzorczych w jednoosobowych spółkach Skarbu Państwa.
Do 1994 pracowała jako inspektor w Agrobanku. W latach 1994–2001 pracowała jako specjalista i menedżer w ING Banku Śląskim. Od 1998 do 2000 była dyrektorem biura grupy inwestycyjnej, a od 1999 do 2001 pracowała w biurze przekształceń własnościowych. W latach 2001–2007 pozostawała wiceprezesem zarządu Funduszu Górnośląskiego do spraw finansowo-operacyjnych. Należała do organów powiązanych z finansami, m.in. była członkiem Komisji ds. Funduszy Strukturalnych przy Wojewodzie Śląskim i zasiadała Business Center Club. Pracowała jako członek rad nadzorczych kilku przedsiębiorstw, głównie z branży finansowej i produkcyjnej (m.in. Beef-San). Przewodniczyła również radzie nadzorczej Domu Maklerskiego Elimar.
26 marca 2008 powołana na stanowisko podsekretarza stanu w Ministerstwie Skarbu Państwa, odpowiedzialnego za sektor bankowy, instytucje rynku kapitałowego i finansowego, Giełdę Papierów Wartościowych i drobne podmioty. Odwołana z funkcji 20 sierpnia 2010. W październiku 2010 została wiceprezesem Tauronu.